# لينكس المتحدون
 لينكس المتحدون أو لينكس المتحدة (بالإنجليزية: United Linux)‏ كانت محاولة من قبل مجموعة موزعي لينكس لإنشاء توزيعة مشتركة لاستخدام المشاريع. وذلك للحد من الازدواجية في الجهود الهندسية وتشكيل منافس فعال لريدهات. وكانت التالية اسمائهم من الأعضاء المؤسسيين للينكس المتحدون, سوزي، توربو لينكس، كونيكتيفا ((اندمجت الآن مع ماندريك سوفت لتشكيل ماندريفا)), أنظمة كالديرا (تم تسميتها لاحقا بـ مجموعة إس سي أو (SCO Group)). وتم الإعلان عن الاتحاد في 30 مايو 2002, وجاء الإعلان عن نهاية المشروع في 30 مايو 2002.

## تشكيل
مع صعود لينكس خلال عام 1990, توزيعات لينكس تكاثرت. نواة لينكس وجنو والبرمجيات الحرة يمكن لاي شخص جمعها معا، وعمل توزيعة وتسويقها. يخشى العديد من المراقبين التفكك وعدم توافق واسع النطاق، على غرار حروب يونيكس في أوائل العام 1990.
وكانت الخطوات الأولى نحو مشروع لينكس المتحدون في كومدكس (بالإنجليزية: COMDEX) في نوفمبر 1999. كان هناك عدد من البدايات الخاطئة، ولكن المشاركين اتفقوا دائما أن وجود منصة لينكس موحدة لرجال الأعمال شيء منطقي. وقد تم التعرف على العوامل الرئيسية للنجاح في أوائل عام 2000.
في بداية مارس وأبريل من عام 2002، وضع مجلس إدارة لينكس المتحدون سويا، قاعدة المواصفات التقنية، للحصول على مساهمة أربعة أعضاء من الاتحاد، والشركاء التجاريين والموردين.